# Сыны Божии
Сы́ны Бо́жии (др.-евр. בני האלהים‬;  др.-греч. υἱοὶ τοῦ θεοῦ) — обобщённые второстепенные персонажи Бытия, о которых идёт речь в двух стихах шестой главы первой книги Пятикнижия Моисеева. Сыны Божии и их взаимодействие с людьми являются предметом многочисленных комментариев.

## Хронология

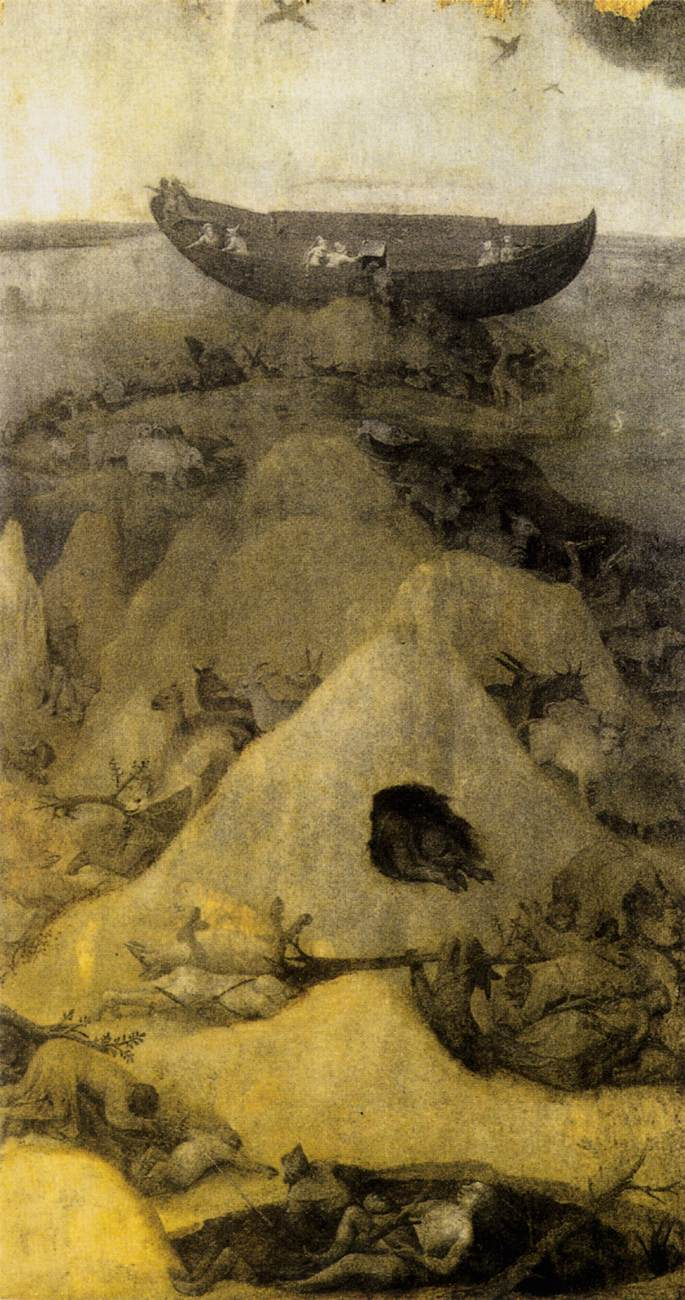
Ад и Потоп (1508—1514), одна из створок алтаря Босха

В начале шестой главы книги Бытия говорится о допотопном периоде жизни на земле.  Бог проклял старшего сына Адама и Евы Каина за то, что тот убил своего младшего брата Авеля (Быт. 4:12).
Позднее у Адама и Евы родился третий сын Сиф (Быт. 4:25). «У Сифа также родился сын, и он нарек ему имя: Енос; тогда начали призывать имя Господа [Бога]» (Быт. 4:26). 
Когда потомки праотцов расплодились на земле, «тогда сыны Божии увидели дочерей человеческих, что они красивы, и брали их себе в жёны, какую кто избрал» (Быт. 6:2). От этих связей рождались исполины (Быт. 6:4).
За зло и разврат, воцарившиеся среди людей, Бог решил истребить всё население земли (Быт. 6:7). Спастись от  Всемирного потопа Бог позволил только праведнику Ною с его женой и тремя сыновьями Симом, Хамом и Иафетом, а также с жёнами сыновей (Быт. 6:18).
Ноев Ковчег, вместивший кроме людей разных животных, 150 дней носило по волнам до того, как вода начала спадать. После выхода людей из ковчега на сушу Бог заключил с ними договор, определив Семь законов потомков Ноя и пообещав больше не проклинать из-за человека землю и не поражать всего живущего на ней (Быт. 8:21).
Согласно мидрашу, во время потопа один из исполинов по имени Ог сумел спастись, получив у Ноя разрешение держаться за ковчег снаружи. Его потомки также были гигантами, они описаны в следующих книгах Торы.

## Толкования
Отношения «Сынов Божиих» и «дочерей человеческих» — одно из самых загадочных мест Бытия, вызывающее особенно много вопросов, ответить на которые пытались богословы разных веков, о чём пишет российский библеист Андрей Десницкий.
По тексту шестой главы книги Бытия чаще всего возникают следующие вопросы. Кто назван «сынами Божиими»? В каком смысле они брали себе в жёны «дочерей человеческих»? Кто такие «исполины» и какое отношение они имеют к этим загадочным бракам?
Существуют толкования Священного Писания применительно к тексту шестой главы книги Бытия, написанные богословами и философами: основоположником Александрийской школы Климентом Александрийским; преподобным Ефремом Сириным; Отцом Церкви святителем Кириллом Александрийским; неоплатоником Немезием.
Сыновьями Божьими в Библии иногда называют ангелов: "где был ты, когда Я полагал основания земли? Скажи, если знаешь. Кто положил меру ей, если знаешь? или кто протягивал по ней вервь? На чем утверждены основания ее, или кто положил краеугольный камень ее, при общем ликовании утренних звезд, когда все сыны Божии восклицали от радости?" (Иов.38:4-7)
Обращение к Толковой Библии под редакцией Лопухина как будто дает нам ответ на все вопросы. Но ответов почему-то несколько: "Одни, преимущественно иудейские раввины... видели здесь указание на сыновей вельмож и князей, вообще высших и знатных сословий, будто бы вступивших в брак с девицами низших общественных слоев... Большинство других иудейских и христианских толковников древности, вместе с рационалистами нового времени, под "Сынами Божьими разумеют ангелов. Будучи обстоятельно развито в апокрифических книгах - Еноха и Юбилеев и в сочинениях Филона, это мнение в первые века христианской эры пользовалось такой широкой известностью, что его разделяли даже многие из отцов и учителей Церкви (Иустин Филосов, Ириней, Афинагор, Климент Александрийский, Тертулиан, Амвросий и др.)
Такая точка зрения вызывает следующие возражения:
1. В этих стихах не упоминается слово "ангелы", а лишь "Сыны Божьи"
2. Ангелы бесплотны
3. Ангелы не вступают в брак

Верно, что ангелы здесь открыто не упомянуты, но также верно и то, что в симитских языках термин "сыны Божьи" подразумевает ангелов (см. Иов 1:6;  2:1)
Нигде в Библии не сказано, что ангелы бесплотны. Иногда ангелы являлись на землю в человеческом облике и имели такие потребности, что и люди (Бытие 18:1-9,22, Бытие 19:1, 3-5)
В Библии говорится не о том, что ангелы не вступают в брак, но что лишь на небесах они не женятся и не выходят замуж" (Матфея 22:30) 
Так же следует обратить внимние на слова из Библии : Я хочу напомнить вам, уже знающим это, что Господь, избавив народ из земли Египетской, потом неверовавших погубил, и ангелов, не сохранивших своего достоинства, но оставивших свое жилище, соблюдает в вечных узах, под мраком, на суд великого дня. Как Содом и Гоморра и окрестные города, подобно им блудодействовавшие и ходившие за иною плотию, подвергшись казни огня вечного, поставлены в пример" Иуды 1:5-7
В толкованиях есть версия о назывании Богом сына Сифа Еноса, поэтому под «сынами Божиими» могли подразумеваться потомки Сифа, которые сначала были добродетельными, а потом «впали в неразумнейшую похотливость к женщинам». Согласно другой версии, сыны Божии — это и есть падшие ангелы, «оставившие красоту Божию ради красоты преходящей и низвергшиеся с неба на землю». Свт. Филарет (Дроздов) отмечает, что последняя версия противоречит Евангелию (Мф. 22:30).
Бенедикт Спиноза в своём «Богословско-политическом трактате» указывает, что эпитет «Божии» мог лишь указывать на необыкновенную силу и рост этих персонажей: «коль скоро необыкновенные дела природы называются делами божьими, а деревья необыкновенной величины — божьими деревьями, то неудивительно, что в Бытии люди очень сильные и большого роста, несмотря на то, что они — нечестивые грабители и блудодеи, называются сынами божьими».
В статье «Сыны Божии и дочери человеческие» подробный анализ разных ответов на вопросы, возникающие по тексту шестой главы книги Бытия, приводит доктор филологических наук Андрей Десницкий.